# NGC 6394
NGC 6394 est une vaste galaxie spirale barrée relativement éloignée et située dans la constellation du Dragon. Sa vitesse par rapport au fond diffus cosmologique est de 8 448 ± 9 km/s, ce qui correspond à une distance de Hubble de 124,6 ± 8,7 Mpc (∼406 millions d'al). NGC 6394 a été découverte par l'astronome américain Lewis Swift en 1885.
La classe de luminosité de NGC 6394 est II. De plus, c'est une galaxie active de type Seyfert 2.